# Kurt Detlev Möller
Kurt Detlev Möller (* 19. August 1902 in Hamburg; † 21. November 1957 ebenda) war ein deutscher Archivar und Historiker.

## Leben und Wirken
Kurt Detlev Möller war der Sohn eines Geschäftsmanns aus Hamburg. Die Kindheit verbrachte er in Eimsbüttel. Ab 1921 studierte er Geschichte an der Universität Hamburg. Er beendete das Studium 1925 an der Universität München mit einer Promotion bei Hermann Oncken. In seiner Doktorarbeit behandelte Möller Beiträge zur Geschichte des kirchlichen und religiösen Lebens in Hamburg in den ersten Jahrzehnten des 19. Jahrhunderts. Anschließend kehrte er in seine Geburtsstadt zurück, wo er eine Ausbildung als Archivar absolvierte. Möller arbeitete in der Folgezeit als wissenschaftlicher Angestellter am Hamburger Staatsarchiv und ab 1934 als beamteter Archivrat. Begleitend zum Beruf übernahm er 1937 als Nachfolger Hans Nirrnheims den Vorsitz des Vereins für Hamburgische Geschichte. Nur ein Jahr nach der Übernahme des Amtes wurden die letzten jüdischen Mitglieder aus dem Verein für Hamburgische Geschichte ausgeschlossen. Nach Aufhebung der Mitgliedersperre beantragte Möller am 26. Mai 1937 die Aufnahme in die NSDAP und wurde rückwirkend zum 1. Mai desselben Jahres aufgenommen (Mitgliedsnummer 4.606.678). Er war zuvor dem Reichsbund der deutschen Beamten 1933 (oder 1934) beigetreten, wurde 1934 (oder 1935) Mitglied der NSV. Ab 1934 gehörte Möller als Rottenführer zum NSKK.
Während des Zweiten Weltkriegs leistete Möller Kriegsdienst. Ab 1945 arbeitete er erneut im Hamburger Staatsarchiv, zu dessen Direktor er 1948 ernannt wurde. Er übernahm dieses Amt von Heinrich Reincke. 1948 wurde bekannt, dass Möller seit 1937 der NSDAP angehört und im selben Jahr als Redner antisemitische Äußerungen getätigt hatte, die über die Wortwahl Adolf Hitlers und Alfred Rosenbergs noch hinausgegangen waren. Im Rahmen dieses sogenannten „Falls Möller“ suspendierte der Bürgermeister Max Brauer den Archivar 1949. Möller klagte gegen diesen Entschluss vor den Verwaltungsgerichten und erhielt seine Stelle 1951 zurück. Die Position des Archivdirektors wurde ihm zum 1. Januar 1956 erneut verliehen.
Kurt Detlev Möller starb im November 1957. Sein Grab ist auf dem Friedhof Ohlsdorf zu finden.

## Werke
Neben der Arbeit im Staatsarchiv publizierte Kurt Detlev Möller. 1933 schrieb er Hamburger Männer um Wichern. Ein Bild der religiösen Bewegung vor 100 Jahren. 1937 verfasste er eine Biografie über Johann Albert Fabricius, 1939 gemeinsam mit Annelise Tecke den ersten Band der Bücherkunde zur hamburgischen Geschichte.
1947 verfasste Möller im Auftrag des Hamburger Senats Das letzte Kapitel. In diesem Buch, das anfänglich positive Kritiken erhielt, schilderte er die kampflose Übergabe Hamburgs gegen Ende des Zweiten Weltkriegs am 3. Mai 1945. Im Rahmen des „Falls Möller“ wurde das Werk zunehmend kritisiert und war mitentscheidend für die Suspendierung aus dem Staatsdienst. Möller sah sich dem Vorwurf ausgesetzt, den Gauleiter Karl Kaufmann nicht ausreichend kritisiert zu haben.
Möller plante gegen Lebensende eine umfangreiche Biografie Caspar Voghts, die er jedoch nicht mehr fertigstellen konnte. Annelise Tecke erstellte aus Möllers Nachlass 1959 einen Quellenband, der Briefe Voghts enthielt.

## Schriften
- Das letzte Kapitel. Geschichte der Kapitulation Hamburgs. Von der Hamburger Katastrophe des Jahres 1943 bis zur Übergabe der Stadt am 3. Mai. Hoffmann und Campe, Hamburg 1947.
- Johann Albert Fabricius 1668–1736. Hamburg 1937.
- Hamburger Männer um Wichern. Ein Bild der religiösen Bewegung vor hundert Jahren. Agentur des Rauhen Hauses, Hamburg 1933.
- Beiträge zur Geschichte des kirchlichen und religiösen Lebens in Hamburg in den ersten Jahrzehnten des 19. Jahrhunderts. Lütcke & Wulff, Hamburg 1926.